# Церковь Святого Морица
 Национальный памятник культуры Чешской Республики (регистрационный номер 224 NP от  1995 года)
Церковь Святого Морица (Маврикия), также костёл Святого Маврикия (чеш. Kostel svatého Mořice) — католический пробстский приходской храм в готическом стиле, основанный оломоуцким епископом Бруно фон Шауэнбургом в середине XIII века.
Расположена на улице Пекарей к северу от Верхней площади города Оломоуца. Крупнейший позднеготический костёл в Моравии, национальный памятник культуры Чешской Республики с 1995 года.
Первое документальное упоминание о церкви Святого Морица в Оломоуце относится к 1257 году, когда викарий этого храма по имени Фридрих был указан в качестве свидетеля в грамоте оломоуцккого епископа Бруно фон Шауэнбурга. Новый костёл в романско-готическом стиле был возведён на месте более раннего романского храма, с XI века стоявшего на издавна возникшем на этом месте кладбище. Строительство видимо было окончено к 1257 году.
К 1403 году относится первое упоминание о южной колокольной башне церкви, которая в настоящее время является старейшей сохранившейся его частью. Северная башня датирована 1412 годом. К 1424 году относится сообщение о том, что был отлит колокол с именем Гавел (Gallus), установленный затем на южную башню костёла. В 1492 году костёл вероятно был заново освящён.
После реконструкции, оконченной в 1540 году, храм приобрёл вид трёхнефного зального храма.